# Uraeginthus
Uraeginthus là một chi chim trong họ Estrildidae.